# Arcidiocesi di Teresina
L'arcidiocesi di Teresina (in latino: Archidioecesis Teresiana) è una sede metropolitana della Chiesa cattolica in Brasile. Nel 2022 contava 1.113.000 battezzati su una popolazione di 1.226.000 persone. È retta dall'arcivescovo Juarez Sousa da Silva.

## Territorio
L'arcidiocesi comprende 37 comuni nella parte centro-occidentale dello stato brasiliano di Piauí: Teresina, Água Branca, Agricolândia, Amarante, Angical do Piauí, Aroazes, Barro Duro, Curralinhos, Demerval Lobão, Elesbão Veloso, Francinópolis, Hugo Napoleão, Inhuma, Jardim do Mulato, Lagoa Alegre, Lagoa do Piauí, Lagoa do Sítio, Lagoinha do Piauí, Miguel Alves, Miguel Leão, Monsenhor Gil, Nazária, Novo Oriente do Piauí, Olho d'Água do Piauí, Palmeirais, Passagem Franca do Piauí, Pimenteiras, Prata do Piauí, Regeneração, Santa Cruz dos Milagres, Santo Antônio dos Milagres, São Félix do Piauí, São Gonçalo do Piauí, São Miguel da Baixa Grande, São Pedro do Piauí, União e Valença do Piauí. Confina con le diocesi di Campo Maior, Crateús, Floriano, Picos, Oeiras e Caxias do Maranhão.
Sede arcivescovile è la città di Teresina, dove si trova la cattedrale di Nostra Signora dei Sette Dolori (Nossa Senhora das Dores).
Il territorio si estende su 26.272 km² ed è suddiviso in 77 parrocchie, raggruppate in 10 foranie, di cui 7 urbane e 3 rurali.

### Provincia ecclesiastica
La provincia ecclesiastica di Teresina, istituita nel 1952, comprende 7 suffraganee, comprensive dell'intero Stato di Piauí:
- diocesi di Bom Jesus do Gurguéia,
- diocesi di Campo Maior,
- diocesi di Floriano,
- diocesi di Oeiras,
- diocesi di Parnaíba,
- diocesi di Picos,
- diocesi di São Raimundo Nonato.

## Storia
La diocesi di Piauí fu eretta il 20 febbraio 1902 con la bolla Supremum Catholicam Ecclesiam di papa Leone XIII, ricavandone il territorio dalla diocesi di São Luís do Maranhão (oggi arcidiocesi).
Originariamente suffraganea dell'arcidiocesi di San Salvador di Bahia, il 1º maggio 1906 entrò a far parte della provincia ecclesiastica dell'arcidiocesi di Belém do Pará e il 2 dicembre 1921 dell'arcidiocesi di São Luís do Maranhão.
Il 18 giugno 1920 cedette una porzione del suo territorio a vantaggio dell'erezione della prelatura territoriale di Bom Jesus do Piauí (oggi diocesi di Bom Jesus do Gurguéia). Il 16 dicembre 1944 cedette altre porzioni di territorio a vantaggio dell'erezione delle diocesi di Parnaíba e di Oeiras e contestualmente assunse il nome di diocesi di Teresina in forza della bolla Ad dominici gregis di papa Pio XII.
Il 9 agosto 1952 è stata elevata al rango di arcidiocesi metropolitana con la bolla Quaemadmodum insignis dello stesso papa Pio XII.
Il 12 giugno 1975 ha ceduto un'ulteriore porzione di territorio a vantaggio dell'erezione della diocesi di Campo Maior.
Il 27 febbraio 2008 ha ceduto i comuni di Arraial, Barra d'Alcântara, Francisco Ayres e Várzea Grande alla diocesi di Oeiras.

## Cronotassi dei vescovi
Si omettono i periodi di sede vacante non superiori ai 2 anni o non storicamente accertati.
- Joaquim Antônio d'Almeida † (14 dicembre 1905 - 23 ottobre 1910 nominato vescovo di Natal)
  - Sede vacante (1910-1914)[3]
- Octaviano Pereira de Albuquerque † (2 aprile 1914 - 27 ottobre 1922 nominato arcivescovo di São Luís do Maranhão)
- Severino Vieira de Melo † (8 giugno 1923 - 27 maggio 1955 deceduto)
- Avelar Brandão Vilela † (5 novembre 1955 - 25 marzo 1971 nominato arcivescovo di San Salvador di Bahia)
- José Freire Falcão † (25 novembre 1971 - 15 febbraio 1984 nominato arcivescovo di Brasilia)
- Miguel Fenelon Câmara Filho † (7 ottobre 1984 - 21 febbraio 2001 ritirato)
- Celso José Pinto da Silva † (21 febbraio 2001 - 3 settembre 2008 dimesso)
- Sérgio da Rocha (3 settembre 2008 succeduto - 15 giugno 2011 nominato arcivescovo di Brasilia)
- Jacinto Furtado de Brito Sobrinho (22 febbraio 2012 - 4 gennaio 2023 ritirato)
- Juarez Sousa da Silva, dal 4 gennaio 2023

## Statistiche
L'arcidiocesi nel 2022 su una popolazione di 1.226.000 persone contava 1.113.000 battezzati, corrispondenti al 90,8% del totale.
| anno | popolazione | popolazione | popolazione | presbiteri | presbiteri | presbiteri | presbiteri                | diaconi | religiosi | religiosi | parrocchie |
| anno | battezzati  | totale      | %           | numero     | secolari   | regolari   | battezzati per presbitero | diaconi | uomini    | donne     | parrocchie |
| ---- | ----------- | ----------- | ----------- | ---------- | ---------- | ---------- | ------------------------- | ------- | --------- | --------- | ---------- |
| 1949 | ?           | ?           | ?           | 20         | 17         | 3          | ?                         |         | 5         | 56        | 14         |
| 1966 | 550.000     | 600.000     | 91,7        | 44         | 30         | 14         | 12.500                    |         |           |           | 19         |
| 1968 | ?           | 568.254     | ?           | 49         | 34         | 15         | ?                         |         | 18        | 118       | 21         |
| 1976 | 653.834     | 667.042     | 98,0        | 52         | 34         | 18         | 12.573                    |         | 21        | 111       | 29         |
| 1980 | 549.000     | 560.000     | 98,0        | 46         | 30         | 16         | 11.934                    |         | 19        | 86        | 24         |
| 1990 | 754.000     | 775.000     | 97,3        | 58         | 34         | 24         | 13.000                    |         | 56        | 116       | 30         |
| 1999 | 986.108     | 1.183.327   | 83,3        | 86         | 60         | 26         | 11.466                    | 1       | 45        | 164       | 47         |
| 2000 | 986.108     | 1.183.327   | 83,3        | 85         | 59         | 26         | 11.601                    | 1       | 30        | 168       | 48         |
| 2001 | 986.108     | 1.052.564   | 93,7        | 88         | 59         | 29         | 11.205                    | 1       | 33        | 168       | 51         |
| 2002 | 957.833     | 1.052.564   | 91,0        | 88         | 61         | 27         | 10.884                    | 1       | 31        | 168       | 52         |
| 2003 | 958.197     | 1.052.564   | 91,0        | 89         | 65         | 24         | 10.766                    | 2       | 28        | 168       | 53         |
| 2010 | 1.018.000   | 1.195.000   | 85,2        | 118        | 86         | 32         | 8.627                     | 19      | 34        | 169       | 59         |
| 2014 | 1.053.000   | 1.237.000   | 85,1        | 114        | 92         | 22         | 9.236                     | 32      | 47        | 165       | 63         |
| 2017 | 1.085.625   | 1.195.485   | 90,8        | 126        | 104        | 22         | 8.616                     | 43      | 58        | 144       | 65         |
| 2020 | 1.096.900   | 1.207.870   | 90,8        | 138        | 114        | 24         | 7.948                     | 52      | 88        | 136       | 67         |
| 2022 | 1.113.000   | 1.226.000   | 90,8        | 146        | 117        | 29         | 7.623                     | 73      | 100       | 145       | 77         |